# Сарана перелітна
Сарана перелітна (Locusta migratoria) — велика комаха родини саранові, єдиний вид роду Locusta. Імаго існує у двох формах — поодинокій і стадній, які відрізняються між собою як за зовнішніми ознаками, так і за поведінкою і способом життя. Стадна форма здійснює великі міграції групами в мільйони особин та може повністю знищувати зелену рослинність. Впродовж багатьох століть масове розмноження сарани перелітної призводило до знищення врожаю сільськогосподарських рослин у країнах Середземномор'я, Близького Сходу, Центральної Азії й Африки та викликало голод у населення постраждалих регіонів. Є одним з найтиповіших представників сарани.

## Опис

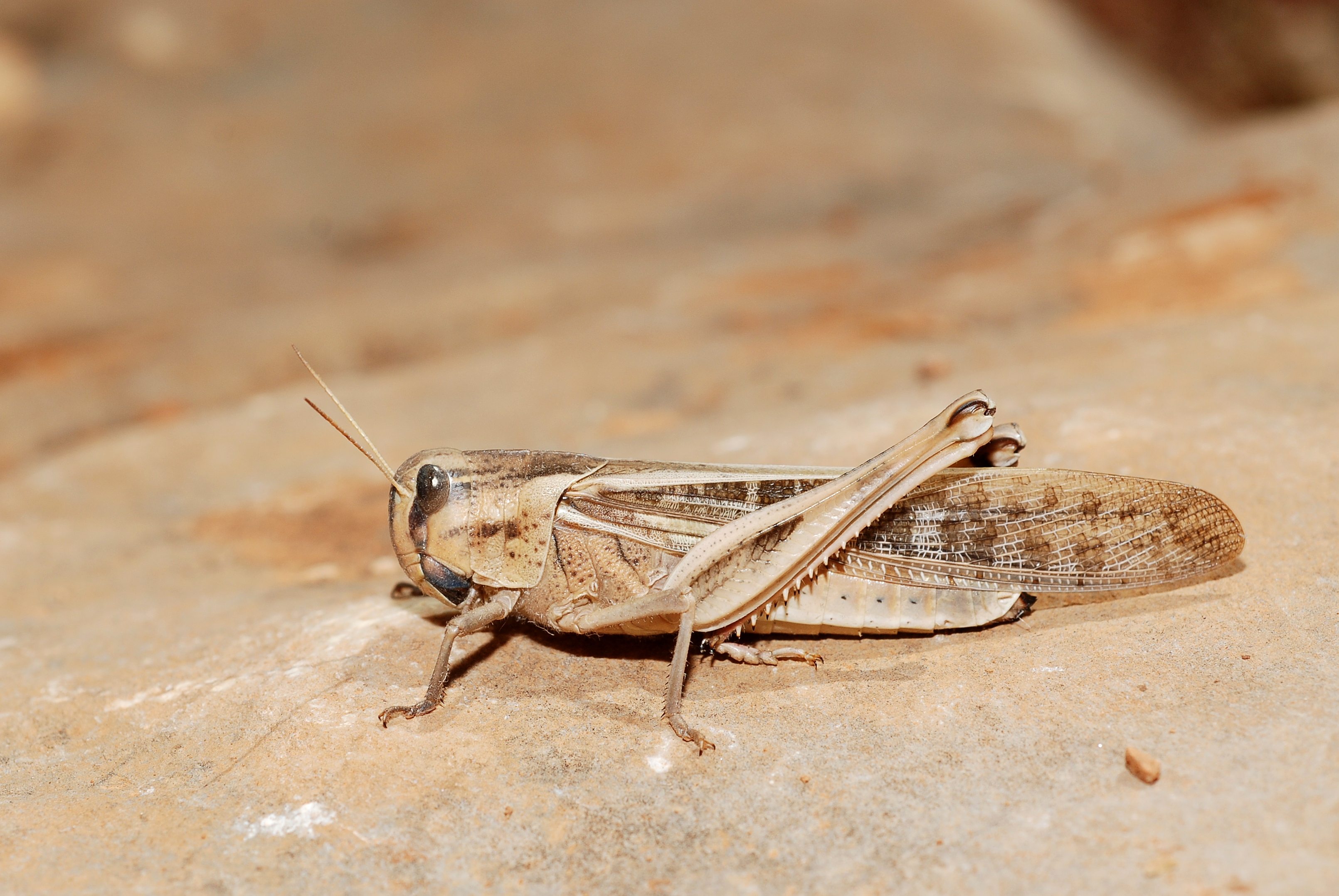
Імаго стадної фази сарани перелітної (південна Франція)

Тіло велике, 3,5-5,5 см у довжину, від зеленого до бурого, вкрите дрібними бурими плямами. Поодинока фаза на відміну від стадної не має перетяжки на передньоспинці, але вона здавлена з боків, її передній край кутуватий (а не закруглений, як у стадної), середній гребінь високий, дугоподібний. Задні голені в поодинокої фази яскраво-червоні, тоді як у стадної — жовтуваті.

## Спосіб життя
Основні «резервуарні» популяції мешкають в заплавних луках дельт великих річок. При збільшенні кількості особин в популяції нервова система личинки сприймає їх сигнали та перемикає розвиток у стадну фазу: більш яскрава буро-червона личинка замість зеленої. У перемиканні задіяні механізми нервової пластичності та гормонів.

## Поширення
Ареал охоплює Південну Європу, Азію від Близького Сходу до Японії та Індонезії, Африку включно з Мадагаскаром, Австралію та Нову Зеландію. В Україні відома на півдні.

## Таксономія
Сарана перелітна — єдиний вид у роді Locusta, виділений ще Карлом Ліннеєм у його праці «Система природи» 1758 року. За морфологічними ознаками виділяють до 11 підвидів, хоча не всі дослідники згодні з такою класифікацією. Генетичні дослідження знаходяться на початковому етапі, але вже входять у протиріччя з морфологічним аналізом.
Підвиди:
- L. m. capito
- L. m. cinerascens
- L. m. manilensis
- L. m. migratoria
- L. m. migratorioides
- L. m. gallica
- L. m. rossica

## Значення для людини

### Сільське господарство
Небезпечний шкідник сільського господарства.
Під час масового розмноження розвиваються імаго стадної фази, які, збираючись у велетенські зграї, переміщуються та атакують ліси, луки та сільськогосподарські угіддя. Раз на декілька років трапляються спалахи чисельності сарани, що призводить до великих економічних збитків. Такі спалахи, зокрема, ставалися в серпні 2015 року в Південному федеральному окрузі Росії, в липні 2017 року в південній частині Європейської частини Росії та Казахстані.

### Лабораторні дослідження
Сарана перелітна розмножується досить швидко, є великою комахою, яку легко тримати в лабораторії, тому цей вид став модельним об'єктом експериментальної біології. У зв'язку з цим геном сарани перелітної було прочитано 2014 року. Це найбільший відомий геном серед відомих геномів тварин, він складає 6,5 мільярдів пар основ (для порівняння геном людини — 3,3 млрд, геном бджоли — 0,24 млрд п. о.).